# Edmond Bapst
Constant Valentin Edmond Bapst (* 7. Januar 1858 in Paris; † 28. Oktober 1934 ebenda) war ein französischer Diplomat und Historiker.

## Leben
Edmond Bapst war der Sohn von Paul Alfred Bapst (* 1823; † 1879), einem Pariser Hofjuwelier, und Augustine Philiberte Frémyn (* 1829; † 1877). Er studierte Rechtswissenschaft, Philologie, Paleographie und Geschichte an der renommierten École nationale des chartes.
Am 25. Juni 1882 trat er in den Auswärtigen Dienst, als Attaché in der Abteilung für Öffentlichkeitsarbeit. Am 14. Oktober 1882 wurde er nach London versetzt und vom Oktober 1886 bis zum April 1887 in Kairo beschäftigt. Am 20. Dezember 1887 wurde er an der Gesandtschaft in Sankt Petersburg zum Gesandtschaftssekretär befördert, und am 6. Juli 1890 an die Gesandtschaft in Wien versetzt. Als Vertreter in Luxemburg wurde er am 12. Dezember 1890 zum Gesandtschaftssekretär zweiter Klasse befördert. Am 6. Juli 1891 wurde er erneut nach Kairo und am 3. November 1892 nach Sankt Petersburg versetzt. Am 17. Juni 1896 wurde er zum Gesandtschaftssekretär erster Klasse befördert. Er diente auf diesem Posten in Sankt Petersburg, als er am 8. Februar 1897 in die Ehrenlegion aufgenommen wurde. Am 30. Dezember 1905 wurde er zum Ministre plénipotentiaire in Peking ernannt, wo er von 1906 bis 1909 akkreditiert war. Von 1909 bis 1911 war er Direktor für politische Angelegenheiten im franz. Außenministerium, wurde aber 1911 wegen eines Konfliktes mit seinem Minister entlassen, jedoch schon 1913 bis 1918 wiederum als Gesandter in Kopenhagen eingestellt, einem im Ersten Weltkrieg wichtigen Posten (in „neutralem“ Lande), und war von April 1919 bis Ende 1920 Gesandter in Tokio.
Schon im Laufe seiner diplomatischen Karriere veröffentlichte Edmond Bapst Studien zu historischen wie auch zeitgenössischen Themen der französischen Außenpolitik. Als ab 1821 emeritierter „Ambassadeur de France“ – er hatte 1922 als Sommersitz die Ende des 19. Jahrhunderts restaurierte Burg Reichenberg oberhalb Bergheim (Elsass) erworben – konzentrierten sich seine Arbeiten auf elsässische und rheinländische Themen, darunter auch die „Kaspar-Hauser-Problematik“ im benachbarten Baden.

## Werke
Eine Auswahl:
- Les mariages de Jacques V., Paris: E. Plon, Nourrit et Cie., 1889
- Deux gentils-hommes poètes de la cour de Henri VIII., Paris: E. Plon, Nourrit et Cie., 1891
- L'empereur Nicolas Ier et la deuxième République française, Paris: De Lahure, 1889
- Les origines de la guerre de Crimée. La France et la Russie de 1848 à 1854, Paris: C. Delagrave, 1912
- Le siège de Metz en 1870, d'après les notes laissées par Germain Bapst, Paris: De Lahure, 1926
- Un château de l'Alsace: Le Reichenberg, Paris: De Lahure, 1928
- Les sorcières de Bergheim: Episode de l'histoire d'Alsace, Paris: De Lahure, 1929
- A la conquête du trône de Bade. La Comtesse de Hochberg. La Grande Duchesse Stéphanie. Gaspar Hauser, Paris: De Lahure, 1930